# Науменко, Татьяна Ивановна
Татья́на Ива́новна Нау́менко (род. 1 апреля 1961) — российский музыковед
, заведующая кафедрой теории музыки, проректор по научной работе Российской академии музыки имени Гнесиных, доктор искусствоведения. Почётный работник сферы образования Российской Федерации.

## Биография
Дочь белорусского писателя, доктора филологических наук, академика АН БССР И.Я. Науменко. 
В 1984 году завершила обучение на историко-теоретико-композиторском факультете Государственного музыкально-педагогического института имени Гнесиных. В 1987 закончила обучение в аспирантуре, в классе доктора искусствоведения, профессора Н. С. Гуляницкой.
В 1989 году успешно защитила диссертацию на соискание степени кандидата наук, на тему: «Принцип прозы в отечественной вокальной музыке 60-80-х годов XX века». В 2005 году защитила докторскую диссертацию, на тему: «Музыковедение: стиль научного произведения».
В 1987 году, после завершения аспирантуры, была трудоустроена на кафедру гармонии и сольфеджио, в настоящее время – кафедра теории музыки Академии музыки имени Гнесиных. Педагогический опыт Татьяны Науменко связан с преподаванием таких дисциплин как гармония и сольфеджио на всех факультетах высшего учебного заведения. Осуществляла научное руководство дипломными работами и кандидатскими диссертациями. С 2004 года работает с аспирантами, преподаёт авторский курс «Научный текст».
Среди её учеников – преподаватели различных музыкальных вузов и училищ страны, музыкальные редакторы. Под её руководством было защищено десять кандидатских диссертаций.
Науменко автор более 200 публикаций, в том числе трех монографий. Постоянно в научных изданиях Российской Федерации и зарубежья публикуются её статьи. Она принимала участие в авторстве пяти учебников «Музыка» (для 5-9 классов общеобразовательных учебных заведений), которые внедрены в практику во всех регионах страны. Является организатором международных и всероссийских научных конференций. Была ответственным редактором 20 сборников научных статей и материалов.
Член Союза композиторов Москвы.
Татьяна Науменко является членом диссертационных советов при Российской Академии музыки имени Гнесиных, а также Белорусской государственной академии музыки.

## Звания и награды
- Почетный работник сферы образования РФ.
- Почетная грамота Министра культуры Российской Федерации (2013, 2020).
- Почетная грамота Федерального казначейства Российской Федерации (2023).

## Монографии
- Науменко Т. И. Музыковедение: стиль научного произведения (опыт постановки проблемы). М.: РАМ им. Гнесиных, 2005. 212 с.
- Науменко Т. И. Текстология музыкальной науки. М.: Памятники исторической мысли, 2013. 584 с.
- Tatyana Naumenko. Textological Aspects of Musicology in Russia and the Former Soviet Union. M .: publishers “Progress-Tradition”, 2017. 448 с.
- Искусство: Музыка. 5 кл. : учебник / Т.И.Науменко, В.В.Алеев. – 9-е изд., перераб. – М.: Дрофа, 2020.
- Искусство: Музыка. 6 кл. : учебник / Т.И.Науменко, В.В.Алеев. – 8-е изд., перераб. – М.: Дрофа, 2020.
- Искусство: Музыка. 7 кл. : учебник / Т.И.Науменко, В.В.Алеев. – 8-е изд., перераб. – М.: Дрофа, 2020.
- Искусство: Музыка. 8 кл. : учебник / Т.И.Науменко, В.В.Алеев. – 8-е изд., перераб. – М.: Дрофа, 2020.
- Искусство: Музыка. 9 кл. : учебник / Т.И.Науменко, В.В.Алеев. – 6-е изд., стереотип. – М.: Дрофа, 2019.